# Mautern an der Donau
Mautern an der Donau é um município da Áustria localizado no distrito de Krems-Land, no estado de Baixa Áustria.